# Trilobomyza
Trilobomyza is een geslacht van insecten uit de familie van de mineervliegen (Agromyzidae), die tot de orde tweevleugeligen (Diptera) behoort.

## Soort
- T. pleuralis (Malloch, 1914)